# Inca Rail
Inca Rail S.A.C. es una empresa operadora de trenes turísticos constituida en el año 2007. Su sede principal se ubica en la ciudad de Lima pero opera exclusivamente en el Tramo Sur Oriente del Ferrocarril del Sur ubicado en el departamento del Cusco desde la Estación Ollantaytambo hasta la estación Aguas Calientes. Este tramo sirve, principalmente, a los turistas que van a visitar la ciudadela de Machu Picchu.
Propiedad del fondo de inversión The Carlyle Perú, es la única competidora de la empresa PeruRail.
Material rodante de Inca Rail: Autovagones Duro Daković (9), Autovagones MAN (Ex Feve-RENFE) (6) y Autovagones LRV-2000 (6).